# 1056

## Evenimente
- 26 mai: Întemeierea unei episcopii autonome în Islanda.
- 30 august: Odată cu moartea împărătesei Teodora, Dinastia macedoneană de pe tronul Bizanțului se stinge.

### Nedatate
- Bătălia de la Tabfarilla. Conducătorul almoravid Yahya ibn Omar este înfrânt de către nomazii goddala.
- Berberii din Sijilmassa se revoltă împotriva almoravizilor.
- Începe mișcarea reformatoare a patarinilor la Milano.
- Musulmanii expulzează 300 de creștini din Ierusalim, iar creștinilor europeni li se interzice vizitarea Bisericii Sfântului Mormânt.
- Ottokar, conte de Stiria, devine și margraf de Carintia.

## Arte, științe, literatură și filozofie
- Este construită pagoda templului Fugong, în Shanxi.

## Înscăunări
- 31 august: Mihail al VI-lea Stratiotikus, împărat bizantin (1056-1057).
- 5 octombrie: Henric al IV-lea, ca împărat romano-german (1056-1106), sub regența bunicii sale Agnes de Poitiers și a papei Victor al II-lea.
- Ottokar, ca margraf de Carintia.

## Nașteri
- Alexios I Comnen, împărat al Bizanțului (d. 1118)
- Hildebert de Lavardin, poet francez (d. 1133)

## Decese
- 30 august: Teodora, împărăteasă a Bizanțului (n. 981)
- 5 octombrie: Henric al III-lea, împărat romano-german (n. 1017)